# NGC 4943
NGC 4943 est une galaxie lenticulaire située dans la constellation des Chevelure de Bérénice. Sa vitesse par rapport au fond diffus cosmologique est de 5 891 ± 19 km/s, ce qui correspond à une distance de Hubble de 86,9 ± 6,1 Mpc (∼283 millions d'al). NGC 4943 a été découverte par l'astronome prussien Heinrich Louis d'Arrest en 1865.
NGC 4943 est une galaxie active (AGN).
À ce jour, une mesure non basée sur le décalage vers le rouge (redshift) donne une distance d'environ 115,000 Mpc (∼375 millions d'al). Cette valeur est à l'extérieur des valeurs de la distance de Hubble. Notons cependant que c'est avec la valeur moyenne des mesures indépendantes, lorsqu'elles existent, que la base de données NASA/IPAC calcule le diamètre d'une galaxie et qu'en conséquence le diamètre de NGC 4943 pourrait être d'environ 18,1 kpc (∼59 000 al) si on utilisait la distance de Hubble pour le calculer.